# مارک سرامیتا
مارک سرامیتا (انگلیسی: Marc Serramitja؛ زادهٔ ۴ اوت ۱۹۹۰) بازیکن فوتبال اهل اسپانیا است.
از باشگاه‌هایی که در آن بازی کرده‌است می‌توان به باشگاه فوتبال ژیرونا اشاره کرد.